# Yanina Martínez
Pour les articles homonymes, voir Martínez.
Yanina Andrea Martinez (née le 24 décembre 1993 à Rosario) est une athlète handisport argentine, spécialiste du sprint T36.

## Biographie
Atteinte de paralysie cérébrale entraînant une tétraplégie modérée, elle débute l'athlétisme en 2005 et concourt en catégorie T36.
Pour ses premiers Mondiaux en 2015 à Doha, elle est médaillée d'argent sur le 100 m T36.
Lors des Jeux paralympiques d'été de 2016, elle remporte la médaille d'or lors du 100 m T36 en 14 s 46 en devançant l'Allemande Claudia Nicoleitzik et la Colombienne Martha Hernandez. C'est la première médaille d'or paralympique pour l'Argentine depuis les Jeux paralympiques d'été de 1996.
En 2017, elle arrive 2e du 100 m T36 lors des Championnats du monde d'athlétisme handisport, derrière la Chinoise Shi Yiting et devant la Sud-Coréenne Jeon Min-jae.
Aux Jeux parapanaméricains 2019, elle monte sur la première marche du podium sur le 100 m et le 200 m T36.
Aux Mondiaux 2019, Yanina Martínez remporte une nouvelle fois l'argent sur le 100 m T36 en 14 s 02 derrière la Chinoise Shi Yiting (13 s 62) ainsi que le bronze sur le 200 m T36 en 30 s 31 derrière la Chinoise Shi (28 s 21) et la Néo-zélandaise Danielle Aitchison (29 s 86). Grâce à ces médailles, elle réussit les minimas paralympiques et se qualifie pour les Jeux paralympiques d'été de 2020.